# 瀧本
瀧本株式会社（たきもと）は大阪府東大阪市に本社を置く、学生服を中心とした衣料品販売企業である。スクールタイガーブランドの学生服でその名を知られる。
トンボの子会社。親会社であるトンボ、菅公学生服、明石スクールユニフォームカンパニー（富士ヨット学生服）と並び、大手学生服4社のうちの1社に数えられる（いずれも本社は岡山県）。

## 概要
1925年に瀧本合名会社として発足、1930年には同社の基幹ブランドとしてスクールタイガーを設立する。その後1948年に改組し、現在に至る。
手塚治虫を起用したテレビCMを、長きにわたって放映していたことでも知られる。「大志を抱いて、立派に成長して欲しい」とのことから、没後20年近く経つも、今なお日本漫画界の巨匠としてその名と功績を高く評価されている手塚を起用した。その他にも富田靖子らのアイドルも同社のCMに出演していたことがある。
かつては一般公立中学・高校にも強かったが、少子化が進む昨今、他社と同様に基幹ブランドのスクールタイガーは縮小傾向にあり、かわってコシノヒロコやベネトンなど有名デザイナーを起用した製品の割合が多くなっている。
2019年5月31日、株式譲渡により親会社が日鉄物産から株式会社トンボとなった。同業の学生服メーカーだが、瀧本ブランドは継続している。

## 事業所
- 本社 - 大阪府東大阪市西石切町7丁目4番3号
- 東京支社 - 東京都江東区新大橋1丁目8番11号

他にも北海道・仙台・名古屋・広島・福岡といった全国主要都市に7つの支店を持つ。

## 主な取り扱いブランド
学生服
- スクールタイガーα
- UNITED COLORS of BENETTON
- HIROKO KOSHINO
- Canoa Club
- CAMPUL
- moff clear
- honey torte

体操服
- タイガースポーツウェア

## 学生服メーカーについての備考
学生服メーカーというと、かつて岡山県倉敷市の児島地区がその原料である綿花の生産地で明治期より足袋の製造がさかんであったが、1872年の学制発布に伴い、義務教育の定着化がはかられることになり、やがて大正期に入ると、同地では詰襟式の学生服ならびに女子学生向けのセーラー服の製造を開始することになる。
前述の3社のみならず、他にも今もなお全国各地に貼られたホーロー看板にその名前が残っている「サクラ日本学生服」の製造元であった石井産業や「太陽櫻学生服」発売元の日本被服など、多くの企業が岡山県倉敷市を発祥とする企業だったのに対し、同社は大阪府東大阪市で誕生した企業である。特に昭和30年代は就学率も向上するなかで、団塊の世代が学生時代であったため、学生服の需要が旺盛であった。また繊維メーカーの東レと倉敷紡績（クラボウ）の2社が系列を組み、傘下に岡山県に本社を置く学生服メーカーが多数存在したが、やがて昭和40年代以降、2社の傘下に入っていた内、経営体力のないメーカーは次々と倒産、淘汰され、現在のように財務体質が優良な企業数社が残る中、同社はその傘下に入ることなく、今日まで企業を存続させている。
ちなみに現在でも学生服の実に8割近くが岡山県に本社を置くメーカーのもので占められているという統計が出ている。
また業界全体でもトンボがOlive des Oliveやヒロミチナカノ、菅公学生服はELLEを採用していて、学生服のブランド化は、最も多くのブランドを扱うトンボと菅公学生服の二社が拮抗している状態である。